# Luigi Parmeggiani
Luigi Francesco Giovanni Parmeggiani (Reggio Emilia, 2 aprile 1860 – Reggio Emilia, 1945) è stato un anarchico, falsario e antiquario italiano mercante d'arte e collezionista.

## Biografia
Nasce a Reggio Emilia da una umile famiglia iniziando a lavorare come apprendista tipografo e poi come gioielliere.
Nel 1880 o poco prima emigra in Francia, dove assieme all'amico e anarchico Vittorio Pini fonda un gruppo di anarchici individualisti. Nel 1888 va a Bruxelles e successivamente a Londra e a Parigi, dove soggiorna dal 1888 al 1903 a più riprese.
Nel 1889 attenta alla vita dei deputati socialisti Ceretti e Prampolini, si rifugia a Parigi in casa del pittore, mercante d'arte e collezionista asturiano Ignacio León y Escosura (1834-1901).
Verso la fine del '800 apre con Victor Marcy, collezionista di antichità, un negozio d’antiquariato nelle vicinanze del British Museum. Comincia una relazione con Marie-Augustine Therese, figlia di Marcy e vedova di Escosura. 
Alla morte di Marcy, Parmeggiani gestisce con successo la galleria che viene visitata anche dal rappresentante culturale della Regina Vittoria, vendendo oggetti al British Museum.
Agli inizi del Novecento lascia definitivamente Londra e si trasferisce a Parigi, dove acquisisce una notevole fortuna e fama come esperto d’arte sotto lo pseudonimo di Louis Marcy. Qui si dedica alla produzione e al commercio di arte minore di stile medievale e rinascimentale, oggetti noti come "produzione Marcy", che nella seconda metà dell'Ottocento erano richiesti dalle maggiori collezioni pubbliche e private..
Recentemente alcuni storici hanno confermato si trattasse di un commercio internazionale di falsi gioielli, armi, maioliche, mobili ecc. di cui era portavoce la rivista Le Connoisseur. Il Metropolitan Museum of Art di New York conserva alcuni di questi oggetti. Per lui fu coniata la frase Marcy Fakes riferendosi a questo tipo di oggetti.

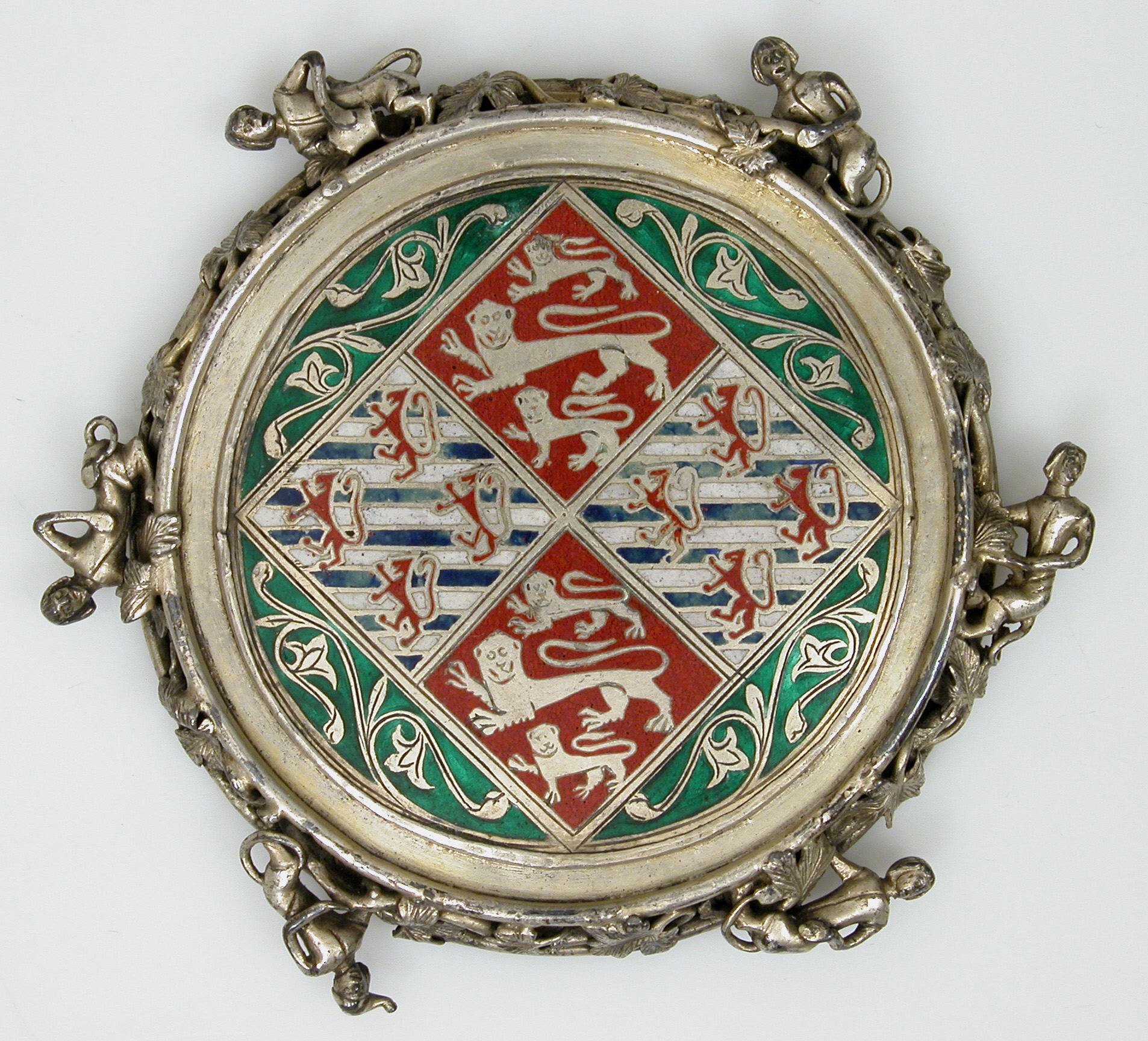
retro di uno specchio firmato Louis Marcy al Metropolitan Museum of Art di New York

Nel 1903  è arrestato alla polizia francese per contravvenzione al decreto d'espulsione e sconta cinque mesi di carcere. Secondo alcune fonti in questo periodo Parmeggiani è sospettato di essere un massone e una spia al servizio di una non meglio precisata potenza straniera.
.
A Parigi nel 1918 sposa Anne Lontine Detti, figlia del pittore spoletino Cesare Augusto Detti (1847-1914), cognato di Escosura.

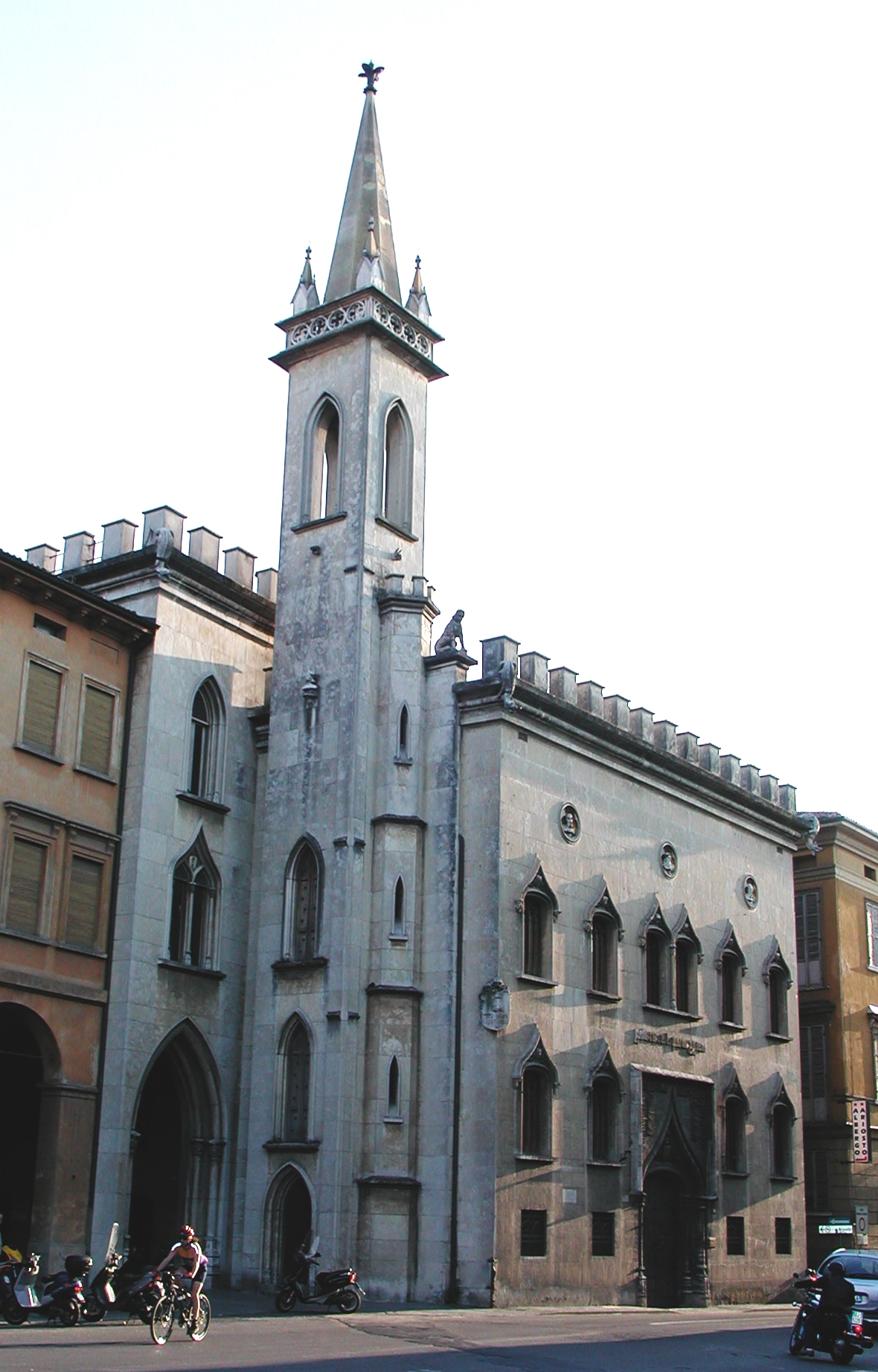
La Galleria Parmeggiani a Reggio Emilia inaugurata nel 1924.

Nel 1924 torna nella sua città natale con la moglie e nel 1928 inaugura la sede della Galleria Parmeggiani in un edificio appositamente comprato e completamente ristrutturato per ospitare le sue collezioni d'arte.
Nel 1933 i coniugi Parmeggiani la vendono al Comune di Reggio con l'avallo di Adolfo Venturi.
Luigi Parmeggiani muore a Reggio Emilia nel 1945.